# Lijst van voetbalinterlands Mauritius - Soedan
Deze lijst van voetbalinterlands is een overzicht van alle officiële voetbalwedstrijden tussen de nationale teams van Mauritius en Soedan. De landen hebben tot op heden twee keer tegen elkaar gespeeld. De eerste wedstrijd, een kwalificatiewedstrijd voor de Afrika Cup 2008, vond plaats op 25 maart 2007 in Curepipe. Het laatste duel, de returnwedstrijd in dezelfde kwalificatiereeks, werd gespeeld in Omdurman op 2 juni 2007.

## Wedstrijden
| № | Plaats   | Datum         | Competitie                   | Wedstrijd          | Uitslag |
| - | -------- | ------------- | ---------------------------- | ------------------ | ------- |
| 1 | Curepipe | 25 maart 2007 | Afrika Cup 2008 kwalificatie | Mauritius − Soedan | 1 − 2   |
| 2 | Omdurman | 2 juni 2007   | Afrika Cup 2008 kwalificatie | Soedan − Mauritius | 3 − 0   |

## Samenvatting
| Competitie              | Totaal gespeeld | Winst Mauritius | Gelijk | Winst Soedan | Doelsaldo Mauritius – Soedan |
| ----------------------- | --------------- | --------------- | ------ | ------------ | ---------------------------- |
| Afrika Cup-kwalificatie | 2               | 0               | 0      | 2            | 1 − 5                        |
| Totaal                  | 2               | 0               | 0      | 2            | 1 − 5                        |

MFA · Mauritiaans vrouwenelftal
1947 – 1959 · 
1960 – 1969 · 
1970 – 1979 · 
1980 – 1989 · 
1990 – 1999 · 
2000 – 2009 · 
2010 – 2019 ·
2020 – 2029
Angola ·
Botswana ·
Burundi ·
Comoren ·
Congo-Brazzaville ·
Congo-Kinshasa ·
Djibouti ·
Egypte ·
Equatoriaal-Guinea ·
Ethiopië ·
Fiji ·
Gabon ·
Ghana ·
Guinee ·
Hongkong ·
India ·
Indonesië ·
Ivoorkust ·
Kaapverdië ·
Kameroen ·
Kenia ·
Lesotho ·
Liberia ·
Libië ·
Macau ·
Madagaskar ·
Malawi ·
Malediven ·
Mauritanië ·
Mongolië ·
Mozambique ·
Namibië ·
Nepal ·
Nieuw-Caledonië ·
Oeganda ·
Pakistan ·
Qatar ·
Rwanda ·
Saint Kitts en Nevis ·
Sao Tomé en Principe ·
Senegal ·
Seychellen ·
Singapore ·
Soedan ·
Swaziland ·
Syrië ·
Tanzania ·
Togo ·
Tsjaad ·
Tunesië ·
Zambia ·
Zimbabwe ·
Zuid-Afrika
SFA ·
Bondscoaches ·
Topscorers ·
Soedanees vrouwenelftal
1956 · 
1957 · 
1958 · 
1959 · 
1960 · 
1961 · 
1962 · 
1963 · 
1964 · 
1965 · 
1966 · 
1967 · 
1968 · 
1969 · 
1970 · 
1971 · 
1972 · 
1973 · 
1974 · 
1975 · 
1976 · 
1977 · 
1978 · 
1979 · 
1980 · 
1981 · 
1982 · 
1983 · 
1984 · 
1985 · 
1986 · 
1987 · 
1988 · 
1989 · 
1990 · 
1991 · 
1992 · 
1993 · 
1994 · 
1995 · 
1996 · 
1997 · 
1998 · 
1999 · 
2000 · 
2001 · 
2002 · 
2003 · 
2004 · 
2005 · 
2006 · 
2007 · 
2008 · 
2009 · 
2010 · 
2011 · 
2012 · 
2013 · 
2014 ·
2015 ·
2016 ·
2017 ·
2018 ·
2019 ·
2020 ·
2021
Algerije ·
Angola ·
Bahrein ·
Bangladesh ·
Benin ·
Burkina Faso ·
Burundi ·
Centraal-Afrikaanse Republiek ·
China ·
Congo-Brazzaville ·
Congo-Kinshasa ·
Djibouti ·
Egypte ·
Equatoriaal-Guinea ·
Eritrea ·
Ethiopië ·
Gabon ·
Ghana ·
Guinee ·
Guinee-Bissau ·
Irak ·
Ivoorkust ·
Jemen ·
Jordanië ·
Kameroen ·
Kenia ·
Koeweit ·
Lesotho ·
Libanon ·
Liberia ·
Libië ·
Madagaskar ·
Malawi ·
Mali ·
Marokko ·
Mauritanië ·
Mauritius ·
Mozambique ·
Nieuw-Zeeland ·
Niger ·
Nigeria ·
Oeganda ·
Oman ·
Palestina ·
Qatar ·
Rwanda ·
Saoedi-Arabië ·
Sao Tomé en Principe ·
Senegal ·
Seychellen ·
Sierra Leone ·
Somalië ·
Sri Lanka ·
Swaziland ·
Syrië ·
Tanzania ·
Togo ·
Tsjaad ·
Tunesië ·
Verenigde Arabische Emiraten ·
Zambia ·
Zimbabwe ·
Zuid-Afrika ·
Zuid-Korea ·
Zuid-Soedan